# Елькенрот
Елькенрот (нім. Elkenroth) — громада в Німеччині, розташована в землі Рейнланд-Пфальц. Входить до складу району Альтенкірхен. Складова частина об'єднання громад Гебгардсгайн.
Площа — 8,15 км2. Населення становить 1817 ос. (станом на 31 грудня 2020).

## Галерея

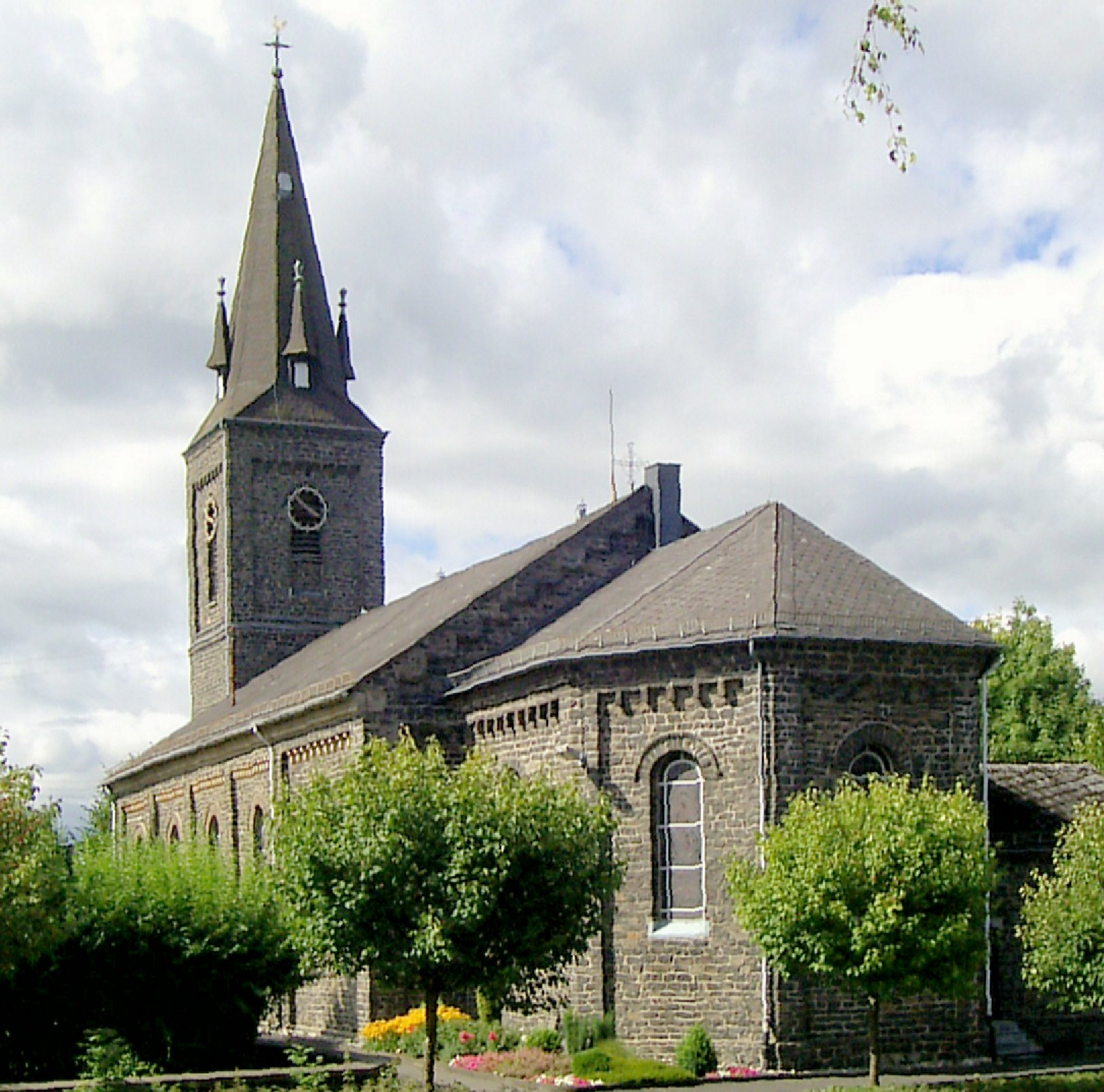
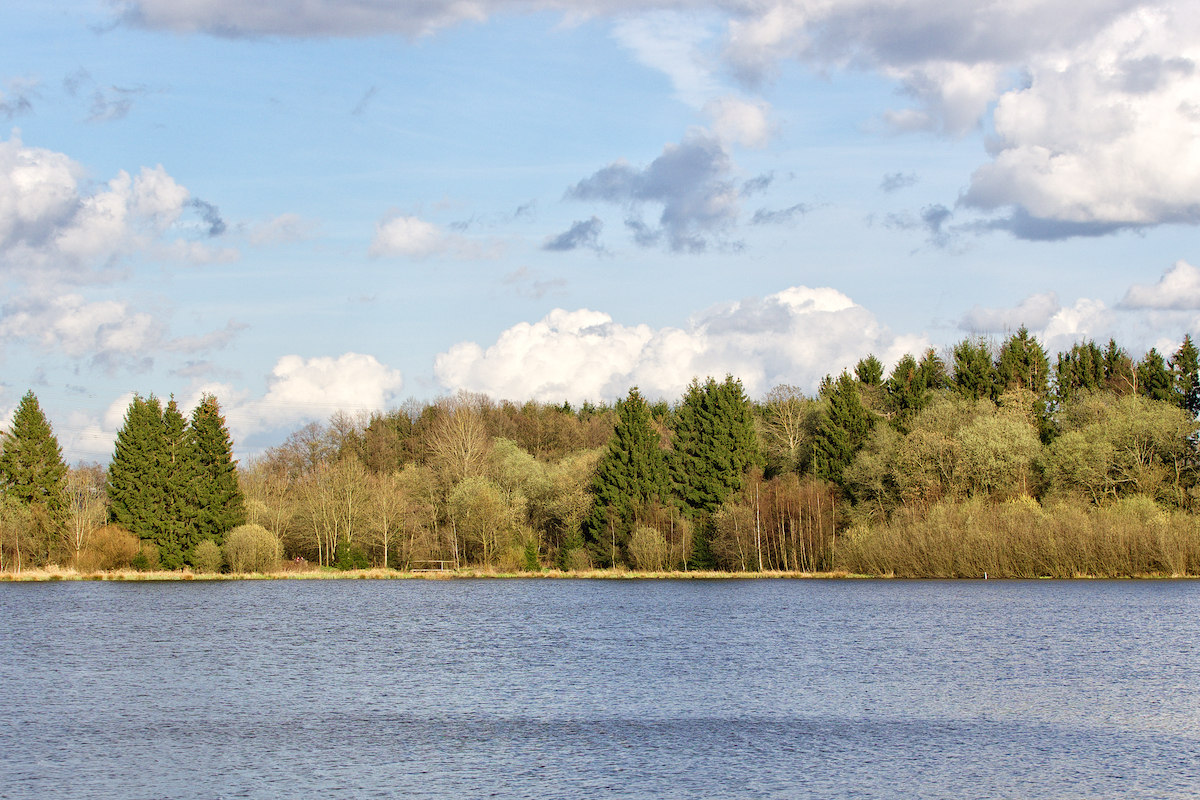